# 1809.
◄ | 18. stoljeće | 19. stoljeće | 20. stoljeće | ►
◄ | 1770-ih | 1780-ih | 1790-ih | 1800-ih | 1810-ih | 1820-ih | 1830-ih | ►
◄◄ | ◄ | 1806. | 1807. | 1808. | 1809. | 1810. | 1811. | 1812. | ► | ►►
Arhitektura • Astronomija • Biologija • Glazba • Kazalište • Kemija • Kiparstvo • Knjige • Književnost • Kršćanstvo • Meteorologija • Medicina • Politika • Pravo • Promet • Slikarstvo • Šport • Znanost

## Događaji
- car Franjo I. Osijek proglašava 24. ožujka slobodnim kraljevskim gradom
- početak Rata Pete koalicije

## Rođenja
- 4. siječnja – Louis Braille, francuski tvorac pisma za slijepe († 1852.)
- 19. siječnja – Edgar Allan Poe, američki književnik († 1849.)
- 3. veljače – Felix Mendelssohn Bartholdy, njemački skladatelj († 1847.)
- 12. veljače – Abraham Lincoln, američki predsjednik i političar († 1865.)
- 12. veljače – Charles Darwin, britanski znanstvenik († 1882.)
- 31. ožujka – Nikolaj Vasiljevič Gogolj, ruski književnik († 1852.)
- 8. srpnja – Ljudevit Gaj, hrvatski političar, jezikoslovac, ideolog, novinar i književnik († 1872.)
- 15. listopada – Aleksej Kolcov, ruski pjesnik († 1842.)

## Smrti
- 31. svibnja – Joseph Haydn, austrijski skladatelj i dirigent (* 1732.)

## Vanjske poveznice
|  | Zajednički poslužitelj ima još gradiva o temi 1809. |